# Léaz

Léaz este o comună în departamentul Ain din estul Franței.